# Aeroportul Umuarama
Aeroportul Umuarama (IATA: UMU, ICAO: SSUM) este un aeroport din Umuarama, Paraná, Brazilia ce deservește zona Umuarama. Aeroportul a fost tranzitat în 2022 de 938 de pasageri. A fost numit după zona deservită.
Situat la o altitudine de 475 m, aeroportul dispune de 1 pistă. Este operat de Umuarama.

## Infrastructură

### Piste
Aeroportul dispune de o singură pistă. Pista 4/22 are suprafața de asfalt și dimensiunile 1.400 m × 30 m. 